# Volutina concentrica
Volutina concentrica är en svampart som beskrevs av Penz. & Sacc. 1901. Volutina concentrica ingår i släktet Volutina och familjen Nectriaceae.   Inga underarter finns listade i Catalogue of Life.